# MN9D
MN9D细胞是一种小鼠杂交多巴胺能细胞系，由14天龄的C57BL/6J小鼠胚胎的神经元细胞和N18TG2神经母细胞瘤细胞融合而成，能产生多巴胺并表达酪氨酸羟化酶与芳香族L-氨基酸脱羧酶。

## 外部連結
- Cellosaurus entry for MN9D （页面存档备份，存于）